# Sakasama no Patema
Sakasama no Patema (яп. サカサマのパテマ, укр. Патема догори дриґом) — японське OVA-аніме з 4-х коротких серій та повнометражний анімаційний фільм режисера Ясухіро Йошіуро. Прем'єра фільму відбулася на позаконкурсній програмі міжнародного фестивалю анімаційних фільмів в Ансі.

## Сюжет
Сюжет розгортається в підземному світі, який пронизують тунелі. Хоч місцеве населення живе в темноті та глухих стінах, одначе тутешні люди примудряються вести тут тихе й навіть спокійне життя. Патема — принцеса свого підземного селища, і більше всього на світі вона любить досліджувати навколишні тунелі. А її найулюбленіше місце — «небезпечна зона», куди заборонено ходити жителям села, хоч ніхто з них точно не знає, чого ж там страшного. Незважаючи на те, що Патема регулярно отримує прочухана за свої вилазки, цікавість продовжує знову і знову гнати її в «небезпечну зону». І в черговий свій похід дівчині доводиться зіткнутися з «несподіваними подіями», які «проллють світло на приховані таємниці»…
Насправді ж, цей світ зазнав глобальної катастрофи. Жахливий експеримент спотворив земну вісь, і частина людей почала відшовхуватись від поверхні. Але вони вижили і поселились глибоко під землею. Так людство розділилось на Підземників і Айґійців. Патема належить до перших, Ейджі до других. Але їм судилось зустрітись і змінити цей світ, відкривши головну його таємницю.

## Персонажі
- Патема — головна героїня, мешканка-принцеса підземного світу. Сіре волосся, бліда шкіра, рожеві очі. Смілива, цікавиться навколишнім світом.
- Ейдзі — блакитноокий хлопчик, що врятував Патему і став для неї другом.

## Сейю
- Фуджі Юкіо
- Охата Шінтаро
- Окамото Нобухіко
- Маая Утіда
- Хірокі Ясумото
- Такая Хаші